# العلاقات الليسوتوية الماليزية
العلاقات الليسوتوية الماليزية هي العلاقات الثنائية التي تجمع بين ليسوتو وماليزيا.

## مقارنة بين البلدين
هذه مقارنة عامة ومرجعية للدولتين:
| وجه المقارنة                                              | ليسوتو                      | ماليزيا       |
| --------------------------------------------------------- | --------------------------- | ------------- |
| المساحة (كم2)                                             | 32.96 ألف                   | 330.29 ألف    |
| عدد السكان (نسمة)                                         | 2.23 مليون                  | 31.62 مليون   |
| الكثافة السكانية (ن./كم²)                                 | 67.66                       | 95.73         |
| العاصمة                                                   | ماسيرو                      | كوالالمبور    |
| اللغة الرسمية                                             | لغة إنجليزية، اللغة السوتية | لغة ماليزية   |
| العملة                                                    | لوتي ليسوتو                 | رينغيت ماليزي |
| الناتج المحلي الإجمالي (بليون دولار)                      | 2.64 مليار                  | 314.50 مليار  |
| الناتج المحلي الإجمالي (تعادل القوة الشرائية) بليون دولار | 6.30 مليار                  | 817.43 مليار  |
| الناتج المحلي الإجمالي الاسمي للفرد دولار أمريكي          | 1.07 ألف                    | 9.77 ألف      |
| الناتج المحلي الإجمالي للفرد دولار أمريكي                 | 2.64 ألف                    | 25.64 ألف     |
| مؤشر التنمية البشرية                                      | 0.497                       | 0.779         |
| رمز المكالمات الدولي                                      | +266                        | +60           |
| رمز الإنترنت                                              | .ls                         | .my           |
| المنطقة الزمنية                                           | ت ع م+02:00                 | ت ع م+08:00   |

## منظمات دولية مشتركة
يشترك البلدان في عضوية مجموعة من المنظمات الدولية، منها:
| علم المنظمة | اسم المنظمة                               | تاريخ انضمام ليسوتو | تاريخ انضمام ماليزيا |
| ----------- | ----------------------------------------- | ------------------- | -------------------- |
|             | البنك الدولي للإنشاء والتعمير             | 25 يوليو 1968       | 7 مارس 1958          |
|             | منظمة التجارة العالمية                    | ?                   | ?                    |
|             | المركز الدولي لتسوية المنازعات الاستشارية | 7 أغسطس 1969        | 14 أكتوبر 1966       |
|             | منظمة حظر الأسلحة الكيميائية              | ?                   | ?                    |
|             | الأمم المتحدة                             | 17 أكتوبر 1966      | 17 سبتمبر 1957       |
|             | منظمة الشرطة الجنائية الدولية             | ?                   | ?                    |
|             | وكالة ضمان الاستثمار متعدد الأطراف        | 12 أبريل 1988       | 6 ديسمبر 1991        |
|             | يونسكو                                    | 29 سبتمبر 1967      | 16 يونيو 1958        |
|             | مؤسسة التنمية الدولية                     | 19 سبتمبر 1968      | 24 سبتمبر 1960       |
|             | مؤسسة التمويل الدولية                     | 29 سبتمبر 1972      | 20 مارس 1958         |
|             | الاتحاد البريدي العالمي                   | ?                   | ?                    |
|             | دول الكومنولث                             | 1966                | ?                    |
|             | الاتحاد الدولي للاتصالات                  | 26 مايو 1967        | 3 فبراير 1958        |

## وصلات خارجية
- موقع وزارة الخارجية الليسوتوية
- موقع وزارة الخارجية الماليزية